# Новые Бутырки
Новые Бутырки — деревня в Печорском районе Псковской области России.
Входит в состав городского поселения Печоры.
Расположена в 1 км к юго-западу от центра района и городского поселения, города Печоры. Севернее, на границе с городом, находится деревня Машково.
До 2005 года входила в состав ныне упразднённой Печорской волости.

## Население
Численность населения деревни составляет 470 жителей (2000 год).
| 2001 | 2002 | 2010 |
| ---- | ---- | ---- |
| 470  | ↘411 | ↗442 |